# Xestia
Xestia is een geslacht van nachtvlinders uit de familie Noctuidae.

## Soorten
- X. acraea (Benjamin, 1934)
- X. aequaeva (Benjamin, 1934)
- X. agalma Püngeler, 1900
- X. agathina

Late heide-uil (Duponchel, 1827)
- X. agnorista Boursin, 1963
- X. alaskae (Grote, 1876)
- X. albifurca (Erschoff, 1877)
- X. albuncula (Eversmann, 1851)
- X. alpicola (Zetterstedt, 1839)
- X. amydra Boursin, 1948
- X. angara Hacker & Peks
- X. apropitia (Benjamin, 1933)
- X. aquila Hreblay & Ronkay
- X. argyrea Boursin, 1969
- X. ashworthii (Doubleday, 1855)
- X. atrata (Morrison, 1874)
- X. badicollis Grote, 1873
- X. badinosis (Grote, 1874)
- X. baja

Bruine zwartstipuil (Denis & Schiffermüller, 1775)
- X. basistriga Yoshimoto
- X. bdelygma Boursin, 1963
- X. bicarnea (Guenée, 1852)
- X. bifurcata Hreblay & Ronkay
- X. bolteri (Smith, 1898)
- X. borealis (Nordstrom, 1933)
- X. brunneago Staudinger, 1895
- X. brunneopicta (Matsumura, 1925)
- X. bryanti (Benjamin, 1933)
- X. bryocharis Boursin, 1963
- X. c-nigrum (Linnaeus, 1758) - zwarte-c-uil
- X. caelebs (Staudinger, 1895)
- X. cara Hreblay & Ronkay
- X. castanea

Kastanjebruine uil (Esper, 1798)
- X. cervina Moore, 1867
- X. cfuscum Boursin, 1963
- X. cinerascens Smith, 1891
- X. cohaesa (Herrich-Schäffer, 1849)
- X. collina (Boisduval, 1840)
- X. conchis Grote, 1879
- X. consanguinea Moore, 1881
- X. coronata Hreblay & Ronkay
- X. costaestriga Staudinger, 1895
- X. crassipuncta (Wileman & West)
- X. curviplena Walker, 1865
- X. cyanostica Dierl, 1984
- X. destituta Leech, 1900
- X. diagrapha Boursin, 1963
- X. dianthoecioides Boursin, 1963
- X. dilatata Butler, 1879
- X. dilucida Mon., 1875
- X. distensa (Eversmann, 1851)
- X. ditrapezium

Trapeziumuil (Denis & Schiffermüller, 1775)
- X. dolosa Franclemont, 1980
- X. draesekei Boursin, 1948
- X. dyris Zerny, 1934
- X. efflorescens Butler, 1879
- X. effundens Corti, 1927
- X. elimata Guenée, 1852
- X. elimita Guenée, 1852
- X. erschoffi Staudinger, 1896
- X. erythraea Corti & Draudt, 1933
- X. erythroxantha Boursin, 1963
- X. eugnorista Boursin, 1963
- X. eugrapha Hreblay & Ronkay
- X. exoleta Leech, 1900
- X. fabulosa (Ferguson, 1965)
- X. fakosharga Hreblay & Ronkay
- X. fasciata Skinner, 1902
- X. fennica (Brandt, 1936)
- X. finatimis Lafontaine, 1998
- X. flavilinea Wileman, 1912
- X. flavotincta (J.B. Smith, 1892)
- X. forsteri Boursin, 1964
- X. friederikae Dierl, 1984
- X. fuscostigma Bremer, 1864
- X. gandakiensis Yoshimoto
- X. gansuensis Wang & Chen, 1995
- X. gelida (Sparre-Schneider, 1883)
- X. geochroa Boursin, 1940
- X. giselae Dierl, 1984
- X. haematodes Dierl, 1984
- X. harpegnoma Hreblay & Ronkay
- X. hemitragidia Boursin, 1964
- X. hoeferi Corti, 1928
- X. hoenei Boursin, 1963
- X. imperita Hübner, 1827-31
- X. infantilis Staudinger, 1895
- X. infimatis (Grote, 1880)
- X. inuitica Lafontaine & Hensel
- X. isochroma Hampson, 1903
- X. isolata (Holloway, 1976)
- X. janakpura Toshimoto
- X. jordani (Turati, 1912)
- X. junctura Moore, 1881
- X. kermesina (Mabille, 1869)
- X. khadoma Boursin, 1963
- X. kollari (Lederer, 1853)
- X. kozhantschikovi Corti & Draudt, 1933
- X. laetabilis (Zetterstedt, 1839)
- X. latinigra (Prout)
- X. laxa Lafontaine & Mikkola
- X. lehmanni Dierl, 1984
- X. leptophysa Boursin, 1963
- X. liquidaria (Eversmann, 1848)
- X. lithoplana Hreblay & Ronkay
- X. lobbichleri Boursin, 1964

- X. lorezi (Staudinger, 1891)
- X. lupa Lafontaine & Mikkola
- X. lycophotioides Rothschild, 1914
- X. lyngei (Rebel, 1923)
- X. mandarina Leech, 1900
- X. mejiasi Pinker, 1961
- X. metagrapha Boursin, 1963
- X. morandi (Benjamin, 1934)
- X. murtea Corti & Draudt, 1933
- X. mustelina Smith, 1900
- X. mysarops Boursin, 1963
- X. nepalensis Boursin, 1964
- X. normaniana Grote, 1874
- X. nyei Plante, 1979
- X. oblata Morrison, 1875
- X. ochreago (Hübner, 1809)
- X. ochrops Kononenko
- X. okakensis Packard, 1867
- X. olivascens Hampson, 1894
- X. orthosioides Boursin, 1963
- X. pachyceras Boursin, 1963
- X. palaestinensis (Kalchberg, 1897)
- X. pallidago Staudinger, 1899
- X. pancta Püngeler, 1906
- X. papuana Warren, 1912
- X. parasenescens Hreblay & Weigert
- X. patricia Staudinger, 1895
- X. perornata Boursin, 1963
- X. perquiritata Morrison, 1874
- X. plebeia Smith, 1898
- X. poliades Draudt, 1950
- X. praetermissa Warren
- X. praevia Lafontaine
- X. pseudaccipiter Boursin, 1948
- X. pseudoaccipiter Boursin, 1948
- X. pyrrhothrix Boursin, 1963
- X. quieta (Hübner, 1813)
- X. renalis Moore, 1867
- X. retracta Hampson, 1903
- X. rhaetica (Staudinger, 1871)
- X. rhomboidea Esper, 1790
- X. rodionovi Mikkola
- X. roseicosta Boursin, 1963
- X. rosifunda Dyar, 1916
- X. sareptana (Herrich-Schäffer, 1851)
- X. scaramangoides (Barnes & Benjamin, 1926)
- X. scropulana Morrison, 1874
- X. schaeferi Hreblay & Ronkay
- X. semiherbida Walker, 1857
- X. semiretracta Yoshimoto
- X. senescens Staudinger, 1881
- X. sexstrigata

Zesstreepuil (Haworth, 1809)
- X. sincera (Herrich-Schäffer, 1851)
- X. smithii Snellen, 1896
- X. speciosa (Hübner, 1813)
- X. spilosata Warren, 1912
- X. sternecki Boursin, 1948
- X. stigmatica

Ruituil (Hübner, 1813)
- X. subforsteri Hreblay & Ronkay
- X. substrigata (Smith, 1895)
- X. tabida Butler, 1878
- X. tamsi Wileman & West, 1929
- X. tecta (Hübner, 1808)
- X. tenuicula (Morrison, 1874)
- X. tenuis Butler, 1889
- X. thula (Lafontaine & Kononenko, 1983)
- X. triangulum

Driehoekuil (Hufnagel, 1766)
- X. trifida (Fischer v. Waldheim, 1820)
- X. trifurcata Hreblay & Ronkay
- X. triphaenoides Boursin, 1948
- X. undosa Leech, 1889
- X. vernilis Grote, 1879
- X. verniloides Lafontaine
- X. versuta Püngeler, 1908
- X. vidua Staudinger, 1892
- X. violacea Hreblay & Ronkay
- X. viridescens (Turati, 1919)
- X. viridiscens (Turati, 1919)
- X. wockei (Moschler, 1862)
- X. xanthographa

Vierkantvlekuil (Denis & Schiffermüller, 1775)
- X. youngii Smith, 1902

### Foto's

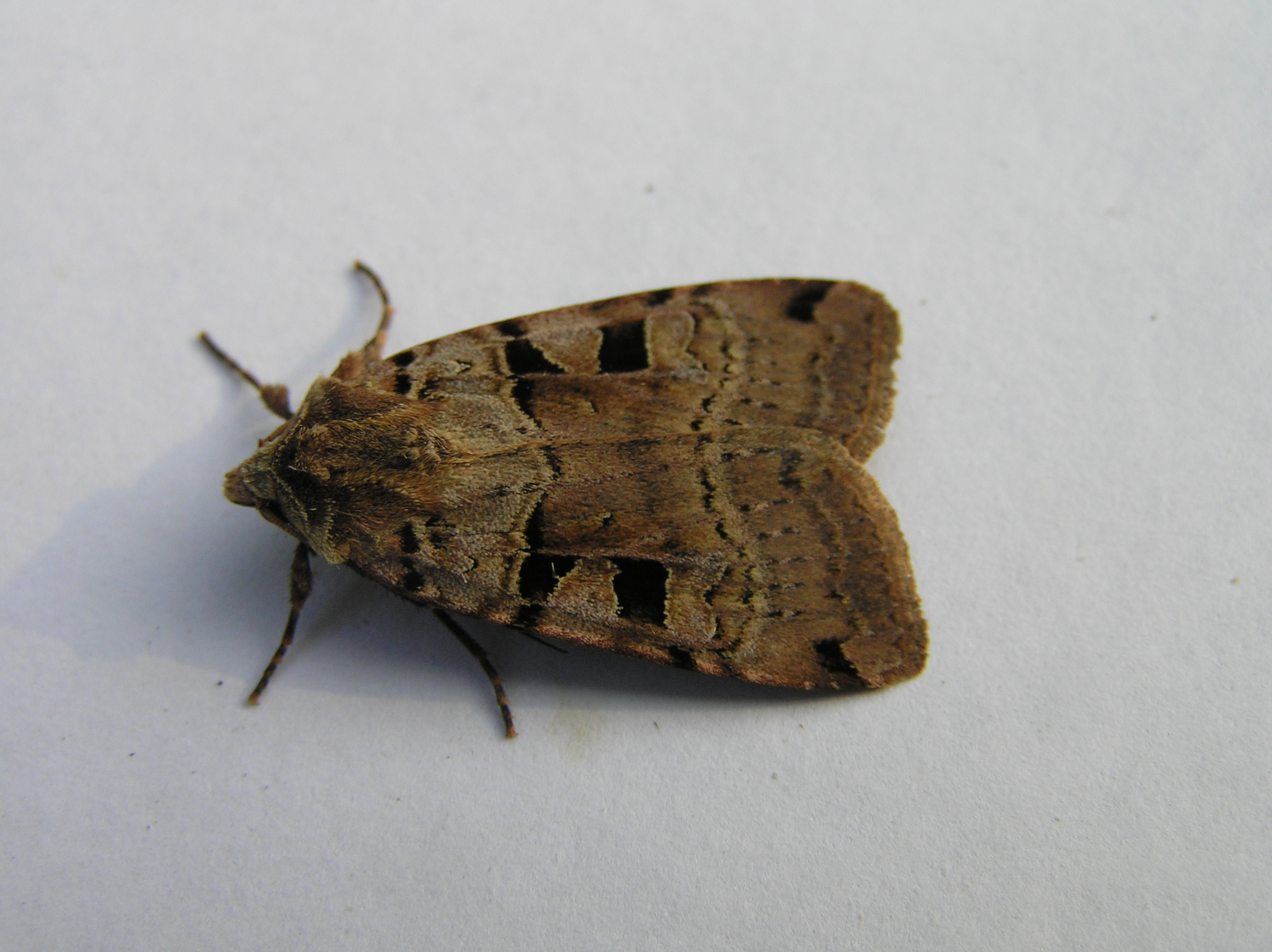
Xestia triangulum Driehoekuil
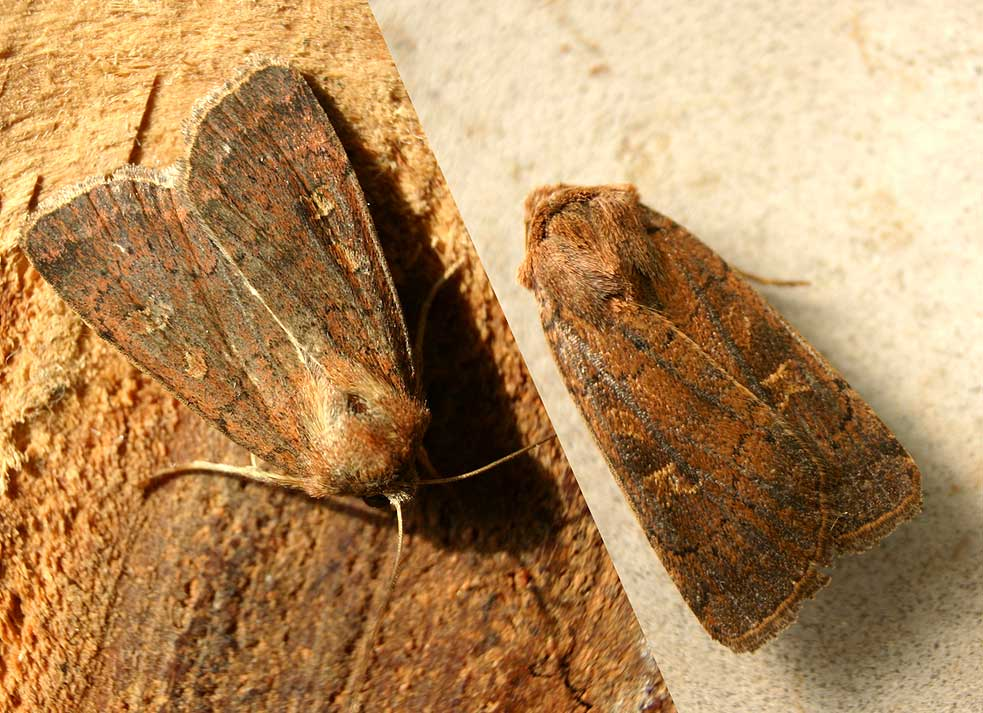
Xestia xanthographa Vierkantvlekuil